# Visingsösandsten

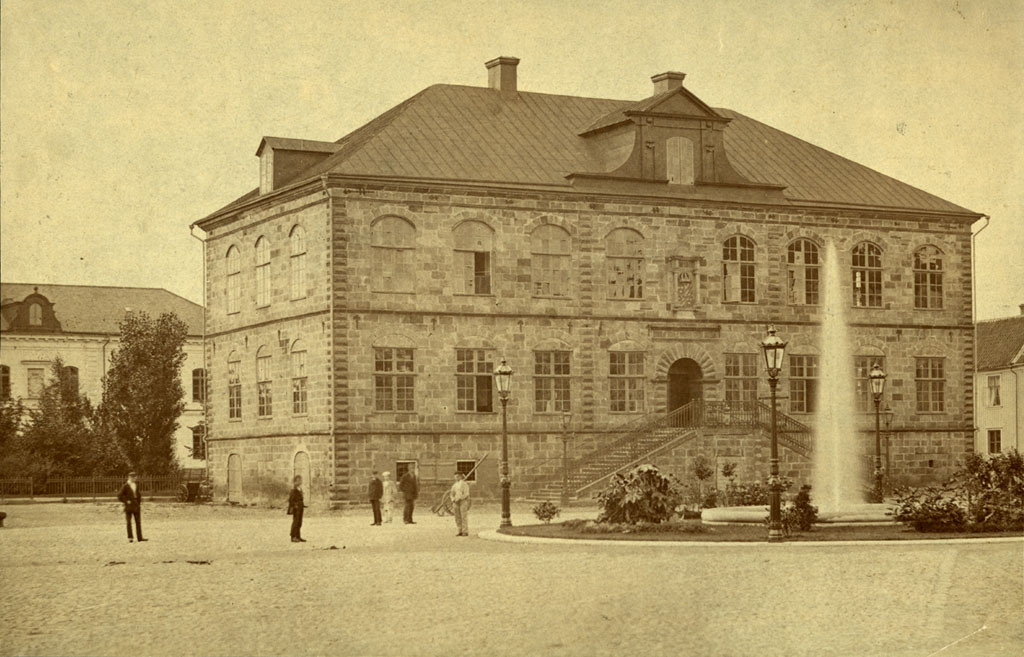
Göta hovrätt, vid Hovrättstorget i Jönköping, byggd i trånghallasandsten på 1600-talet. Bilden är från 1870-talet

Visingsösandsten är ett samlingsnamn för sådan vätternsandsten som – framför allt före 1800-talet – bröts i den södra delen av förekomstområdet för sandsten i Visingsöformationen, det vill säga på Visingsö, grännasandsten samt ibland också inräknat trånghallasandsten.
Denna sandsten skiljer sig från lemundasandsten, som brutits i norr vid Vätterns östra strand norr om Motala.  Sandsten från södra delen av Vättern är en gul parallellskiktad, fältspatsförande, ibland rödaktig, och förhållandevis okonsoliderad sandsten, som lätt vittrar och missfärgas. Lemundastenen är bitvis en ren kvartssand med kvartskorn som förbinds med sekundär kvarts och som är mindre porös. Lemundasandsten är ljusgrå, men gulnar med tiden med gula ränder av oxiderade järnföreningar och tenderar också att svärtas. Den är mer vittringsbeständig än annan vättenrsandsten. 